# Рейхель, Сергей Иванович фон
Барон Сергей Иванович фон Рейхель (6 (18) января 1802 — 26 сентября (8 октября) 1873) — генерал-лейтенант русской императорской армии.

## Биография
Родился 6 (18) января 1802 года в семье дворянина Санкт-Петербургской губернии. Отец, Иван Борисович фон Рейхель — обрусевший немец, который в начале XIX века женился на Надежде Михайловне Даниловой, владелице деревень Муравьёво, Тетерино и соседних в Ржевском уезде Тверской губернии. Внук Михаила Васильевича Данилова — русского изобретателя в области артиллерии и пиротехники. Его младший брат — Александр Иванович фон Рейхель.
Получил домашнее образование и 27 февраля 1820 года определился в Конный лейб-гвардии полк в звании юнкера 2-го разряда; 14 июля 1822 года был произведён в корнеты, в 1825 году — в поручика, в 1829 году — в штабс-ротмистры. В 1831 году он участвовал в подавлении Польского восстания; 25 августа 1831 года отличился во время осады Варшавы и получил орден Св. Владимира 4-й степени с бантом.
В 1832 году Рейхель получил звание ротмистра, а 26 марта 1839 года — полковника. С 15 января 1841 года был назначен командиром кирасирского Ея Императорского Высочества Великой Княгини Марии Николаевны полка, но не успев выехать к месту назначения, 6 февраля 1841 года был зачислен обратно в конный лейб-гвардии полк; 6 декабря 1847 года был произведён в генерал-майоры с оставлением при гвардейском корпусе.
С 24 декабря 1849 года был назначен в резервный гвардейский кавалерийский корпус, а 28 января 1850 года назначен командующим 1-й бригадой 2-й лёгкой Гвардейской кавалерийской дивизии; 11 июля 1856 года был отстранён от занимаемой должности и 6 октября 1856 года уволен с военной службы в звании генерал-лейтенанта.
Поселился в имении, в Ржевском уезде Тверской губернии. В доставшейся ему от жены, деревне Муравьёво был организован завод по производству топоров; в 1839 году, в Варшаве, на выставке российских мануфактурных изделий за прекрасную выделку топоров он получил большую серебряную медаль.
Скончался 26 сентября (8 октября) 1873 года.

## Награды
- орден Св. Владимира 4-й степени с бантом (1831)
- орден Св. Станислава 2-й ст. (1837; императорская корона к ордену — в 1842)
- орден Св. Анны 2-й ст. (1844; императорская корона к ордену — в 1849)
- Орден Святого Георгия 4-й степени за 25 лет выслуги (1845)
- орден Св. Владимира 3-й степени (1853)